# Lokomotiva OKz32
OKz32 je polská parní lokomotiva vyráběná v letech 1934 až 1936 v továrně HCP v Poznani. Lokomotivy tohoto typu byly používány především na osobní přepravu mezi Chabówka - Zakopane. Bylo vyrobeno asi 25 kusů. Lokomotiva OKz32-2 je umístěna v Chabówce.